# Карта Вальдземюллера

На Universalis Cosmographia зображені Америка, Африка, Європа, Азія та Тихий океан, що відокремлює Азію від Америки

Карта Вальдземюллера (лат. Universalis Cosmographia) — географічна карта, яку опублікував у квітні 1507 р. картограф Мартін Вальдземюллер (1470—1521). Є однією з перших карт з точно нанесеними показаннями широти та довготи, а також першою картою, на якій з'явилася назва «Америка», що стала згодом загальновживаною.
Карта була надрукована на 12 дерев'яних секціях, її розміри становлять 46 × 62 см. Сьогодні відомо лише про один збережений оригінал екземпляра карти серед тисячі існуючих копій. Цей екземпляр був виявлений на початку XX століття в колекції князя Вальдбург у швабському замку Вольфегг. Після багатьох років переговорів бібліотека Конгресу США у 2003 році придбала його за 10 мільйонів доларів.
У 2005 році за пропозицією Джеймса Біллінгтона Universalis Cosmographia була додана до Списку об'єктів Світової спадщини ЮНЕСКО.

## Історія

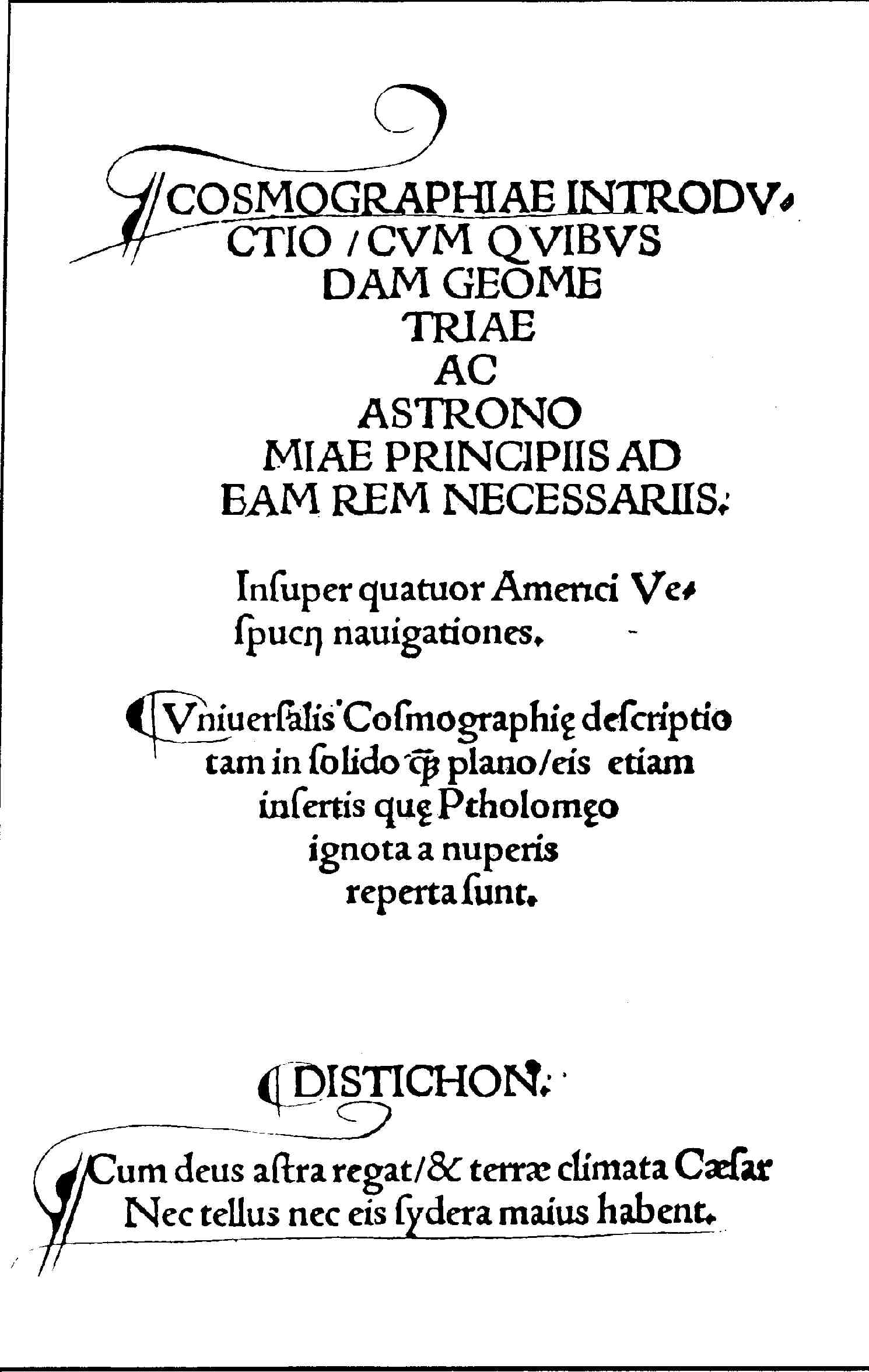
Обкладинка книги Cosmographiae Introductio Вальземюллера

На рубежі XV і XVI століть Іспанія і Португалія здійснювали інтенсивні дослідження нових земель на заході та на сході за допомогою морських експедицій. Карти нововідкритих земель зберігались в повній секретності. 1502 року італієць Альберто Кантіно за підкуп отримує копію португальського Падран-Реалу, секретної королівської карти, яка відображала усі відкриття, зроблені португальськими мореплавцями, а також доступну португальцям інформацію про останні іспанські відкриття і привозить в ренесансну Італію Планісферу Кантіно. 1505 року, імовірно на основі планісфери Кантіно, в Італії виготовляється схожа планісфера де Кавері.
На планісферах Кантіно і Кавері вже зображені острови Вест-Індії, береги Флориди і Південної Америки та наведено дуже детальне зображення східного та західного узбережжя африканського континенту. Вважається, ці дві планісфери стали основою для карти Вальдземюллера.
Мартін Вальдземюллер працював у той час у місті Сен-Дьє-де-Вож (Лотаринзьке герцогство Священної Римської імперії). Публікація карти супроводжувалася випуском книги Вальдземюллера «Вступ до космографії» (Cosmographiae Introductio).

## Опис

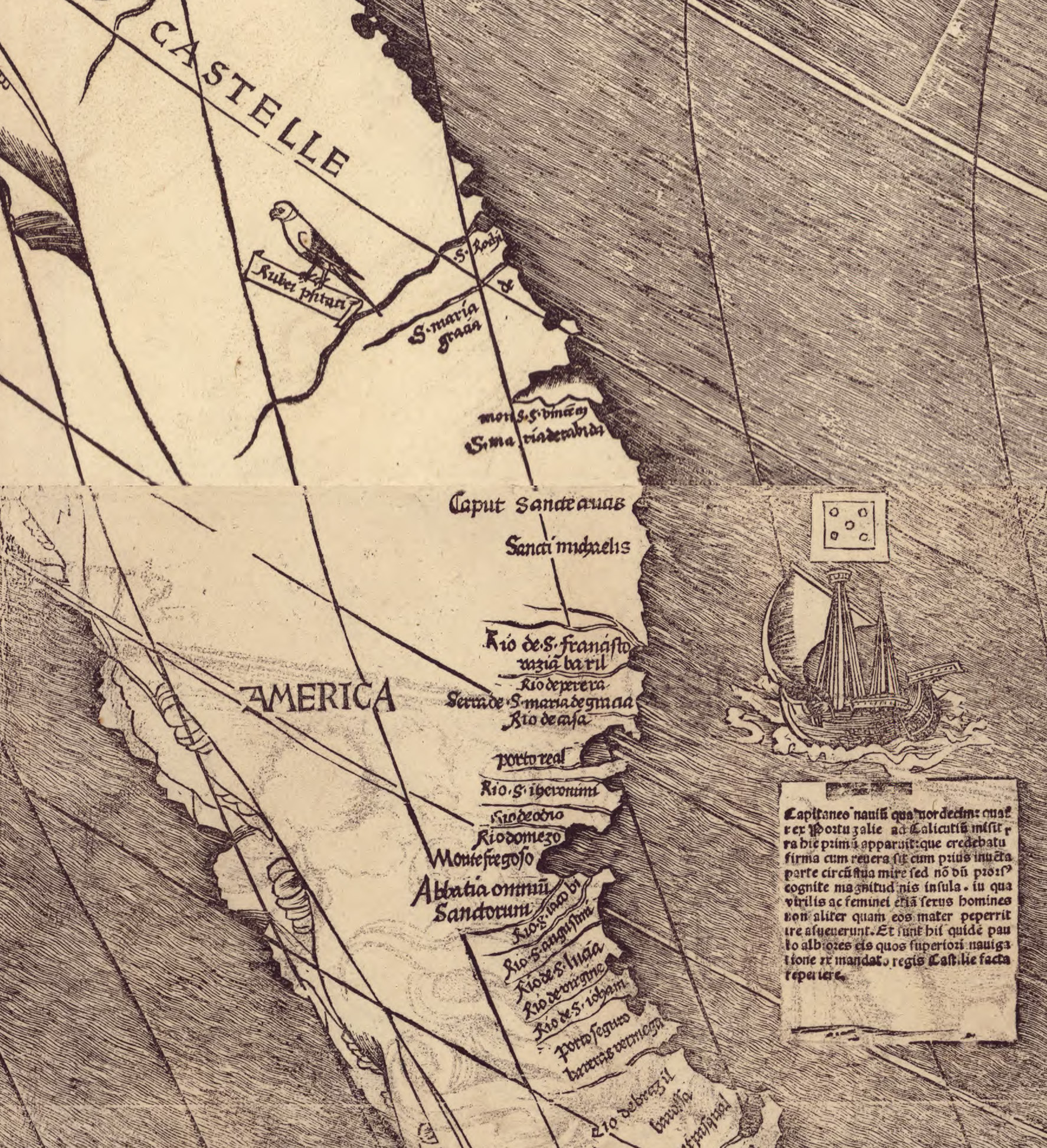
Деталь карти Вельдземюллера з назвою «Америка»

В додачу до інформації, що вже була на планісферах Кантіно і Кавері, на карті Вальдземюллера з'являється повніше відображення атлантичного узбережжя Південної Америки, що могло бути наслідком досліджень, здійснених під час подорожей італійського мореплавця на службі іспанської та португальської корон Амеріго Веспуччі.
Повна назва карти Universalis Cosmographia Secundum Ptholomaei Traditionem et Americi Vespucii Alioru [m] que Lustrationes перекладається з латинської як «Карта світу, побудована відповідно до методу Птолемея і доповнена новими землями від Амеріго Веспуччі». Назва південної частини Нового Світу, яку запропонував Вальдземюллер на честь Амеріго Веспуччі — Амеріка, поступово отримала загальне визнання. На мапі Меркатора, опублікованій в 1538 році, цю назву також було поширено на Північну Америку.
Північна і Південна Америки на карті Вальдземюлера зображені як два великих континенти, з'єднані перешийком. Цікаво, що на карті Америка відділена від Азії великим океаном, хоча Тихий океан на той час ще не був відомий європейцям. Перші європейські історичні свідчення щодо Тихого океану з'явилися завдяки експедиції конкістадора Васко Нуньєс де Бальбоа (1513 рік), яка показала, що ширина Південної Америки на певних широтах відповідає карті Вальдземюлера з точністю до 70 миль.
На карті вперше позначено «Атлантику». Води на захід від Європи в різний час називали по-різному: «Море за Геракловыми стовпами», «Атлантик», «Західний океан», «Море мряки». Але назва «Атлантичний океан» вперше з'явилася в 1507 р. на карті М. Вальдземюллера, і відтоді це позначення закріпилося в географії.
На базі цієї карти була складена карта «Orbis Typus Universalis» (Сучасна карта світу). Цю карту часто називали «Admiral's Map» (Карта адмірала), ймовірно йшлося про Христофора Колумба — «адмірала океанів».
На карті позначено м. Львів (Lemburg). Українські землі позначено як «Russia …» (Русь …).